# كيث لاسلي
كيث لاسلي (بالإنجليزية: Keith Lasley)‏ (21 سبتمبر 1979 بغلاسكو في المملكة المتحدة - ) هو لاعب كرة قدم بريطاني في مركز الوسط. لعب مع نادي بلاكبول ونادي ماذرويل ونادي بليموث أرجايل.

## وصلات خارجية
- كيث لاسلي على موقع قاعدة بيانات كرة القدم.إي يو (الإنجليزية)
- كيث لاسلي على موقع Soccerbase.com (لاعب) (الإنجليزية)
- كيث لاسلي على موقع Soccerway.com (الإنجليزية)